# Tanytarsus magnus
Tanytarsus magnus är en tvåvingeart som beskrevs av Trivinho-strixino och Strixino 2004. Tanytarsus magnus ingår i släktet Tanytarsus och familjen fjädermyggor. Inga underarter finns listade i Catalogue of Life.